# Elemér Lónyay
Elemér Ödön Lónyay de Nagy-Lónya et Vásáros-Namény (né à Bodrogolaszi le 24 août 1863 et mort à l'abbaye territoriale de Pannonhalma, comitat de Győr-Moson-Sopron en Hongrie le 29 juillet 1946) est un noble et un diplomate hongrois devenu prince en 1917. Il est le second mari de la princesse Stéphanie de Belgique. 

## Biographie
Il est né dans la famille noble des Lónyay au château familial de Bodrog-Olaszi. Il est le second fils d'Ödön Lónyay (1834-1885) et de son épouse Wilma Pázmándy (1839-1919). Sa famille portait le titre de baron depuis 1627. Elemér a étudié le droit et les sciences d'État à Budapest. Après la mort de son père, il est entré dans le service diplomatique, tandis que son frère Gábor a repris la gestion des domaines familiaux. En 1886, il est nommé conseiller de légation. Il exerce ses fonctions à Bucarest, puis à Saint-Pétersbourg et à Bruxelles. En 1890, il devient, chambellan impérial et royal auprès de la cour d'Autriche. Promu secrétaire d'ambassade en 1892, il travaille à Saint-Pétersbourg, Paris, Londres et Stuttgart. Il profite ensuite d'une année de congés pour voyager en Afrique et dans les pays méditerranéens. En 1895, il accompagne l'archiduc Louis Victor en qualité de membre de la légation impériale lors du couronnement du tsar Nicolas II à Saint-Pétersbourg. En 1896, son frère Gábor et lui sont élevés à la dignité comtale. En 1897, il démissionne du service extérieur et prend sa retraite du service public. 

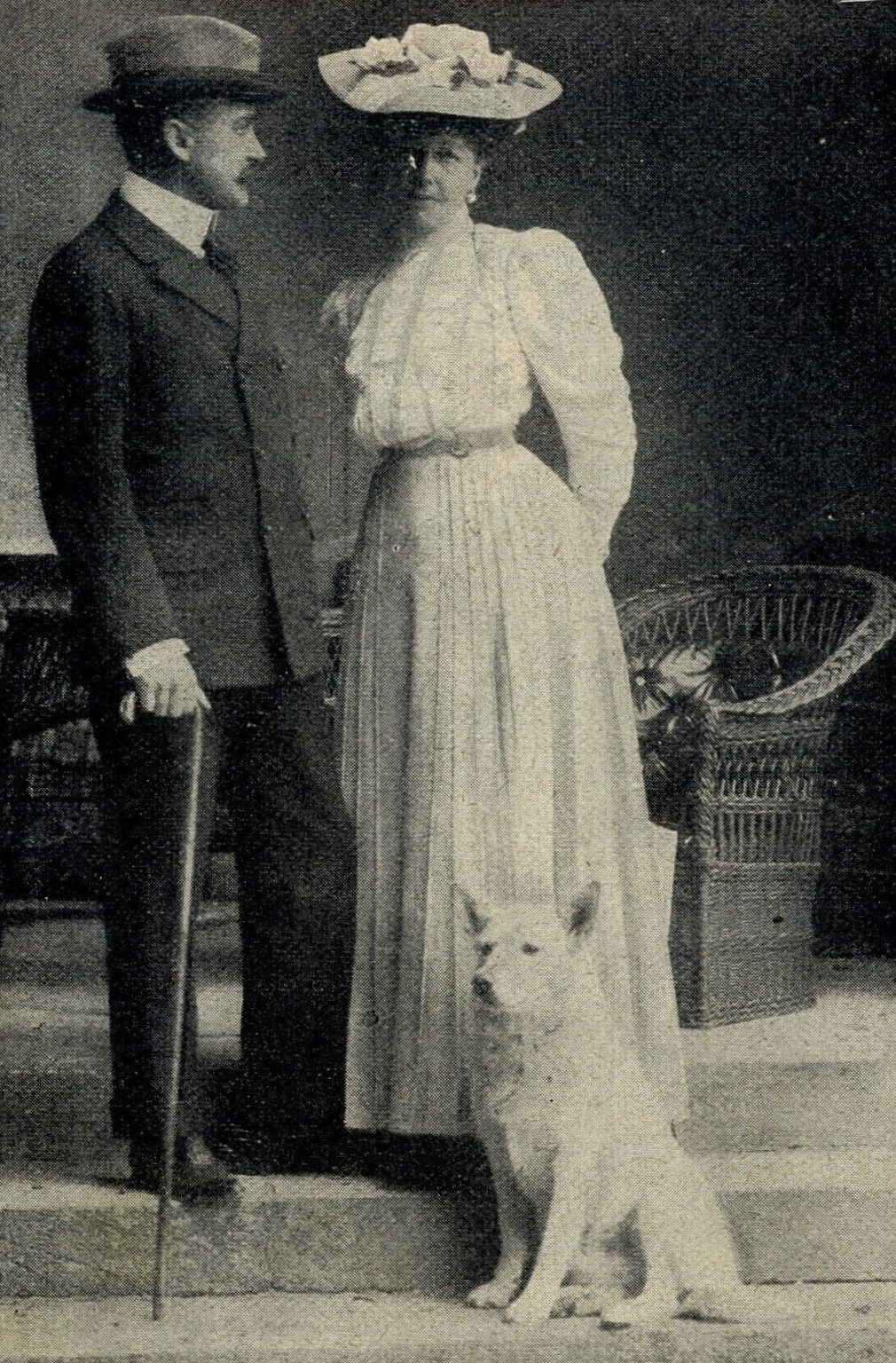
Elemér Lónyay avec Stéphanie de Belgique.

Le 22 mars 1900, après avoir abjuré le calvinisme et s'être converti au catholicisme, Elemér Lónyay épouse à Trieste, au château de Miramare, l'archiduchesse Stéphanie, seconde fille de Léopold II de Belgique. Veuve depuis 1889 du prince héritier Rodolphe Stéphanie ne jouait plus depuis lors qu'un rôle mineur à la cour de Vienne. En raison de son remariage, elle perd son titre d'archiduchesse et est exclue de la famille impériale et, comme cette union avec Elemér Lónyay est morganatique, elle rompt toute relation avec son père qui en désapprouve le caractère inégal. Quant à l'archiduchesse Élisabeth-Marie, fille unique de Stéphanie, elle espace les contacts avec sa mère qui finit par la déshériter en 1934. 
Bien que leur mariage soit resté sans enfant, ce fut un mariage très heureux. En 1906, le couple s'installe au château d'Oroszvár (en allemand : Karlburg, en slovaque : Rusovce ) près de Pozsony, où le nouvel héritier du trône, l'archiduc François-Ferdinand, est souvent invité avec sa femme, également morganatique. En été, ils séjournent généralement à Bodrog-Olaszi. 
Le 28 janvier 1917, la famille Lónyay est élevée au rang princier avec rang d'altesse sérénissime par l'empereur Charles Ier. Stéphanie et son mari soignent les blessés de guerre dans leur château. En mai 1945, Elemér et Stéphanie doivent fuir l'Armée rouge. Ils trouvent refuge à l'abbaye de Pannonhalma auprès de l'archi-abbé Kelemen Krizosztom (hu). Ils remettent leur fortune et leur domaine à l'abbaye où ils ne demeurent que durant quelques mois car Stéphanie meurt le 23 août 1945, tandis que Elemér est mort, également dans l'abbaye de Pannonhalma moins d'un an plus tard, le 29 juillet 1946. Tous deux sont inhumés dans la crypte de l'abbaye de Pannonhalma.